# Oedicephalus pusillus
Oedicephalus pusillus là một loài tò vò trong họ Ichneumonidae.